# Parafia Chrystusa Króla w Nowym Świętowie
Parafia Chrystusa Króla w Nowym Świętowie – parafia rzymskokatolicka, znajdująca się w diecezji opolskiej, w dekanacie Głuchołazy.